# Bataille du mont Sorrel
Pour les articles homonymes, voir Mont Sorrel et Sorrel.
Première Guerre mondiale
Batailles
Front d'Europe de l’Ouest
- Liège (8-1914)
- Namur (8-1914)
- Frontières (8-1914)
- Anvers (9-1914)
- Grande Retraite (9-1914)
- Marne (9-1914)
- Course à la mer (9-1914)
- Yser (10-1914)
- Messines (10-1914)
- Ypres (10-1914)
- Givenchy (12-1914)
- 1re Champagne (12-1914)
- Hartmannswillerkopf (1-1915)
- Neuve-Chapelle (3-1915)
- 2e Ypres (4-1915)
- Colline 60 (4-1915)
- Artois (5-1915)
- Festubert (5-1915)
- Quennevières (6-1915)
- Linge (7-1915)
- 2e Artois (9-1915)
- 2e Champagne (9-1915)
- Loos (9-1915)
- Verdun (2-1916)
- Redoute Hohenzollern (3-1916)
- Hulluch (4-1916)
- 1re Somme (7-1916)
- Fromelles (7-1916)
- Arras (4-1917)
- Vimy (4-1917)
- Chemin des Dames (4-1917)
- 3e Champagne (4-1917)
- 2e Messines (6-1917)
- Passchendaele (7-1917)
- Cote 70 (8-1917)
- 2e Verdun (8-1917)
- Malmaison (10-1917)
- Cambrai (11-1917)
- Bombardements de Paris (1-1918)
- Offensive du Printemps (3-1918)
- Lys (4-1918)
- Aisne (5-1918)
- Bois Belleau (6-1918)
- 2e Marne (7-1918)
- 4e Champagne (7-1918)
- Château-Thierry (7-1918)
- Le Hamel (7-1918)
- Amiens (8-1918)
- Cent-Jours (8-1918)
- 2e Somme (9-1918)
- Bataille de la ligne Hindenburg
- Meuse-Argonne (10-1918)
- Cambrai (10-1918)

Front italien
Front d'Europe de l’Est
Front des Balkans
Front du Moyen-Orient
Front africain
Bataille de l'Atlantique
La bataille du mont Sorrel ou bataille de la cote 62 est une bataille locale de la Première Guerre mondiale entre trois divisions de la 2e armée britannique et trois divisions de la IVe armée allemande dans le saillant d'Ypres, près d'Ypres, en Belgique, du 2 juin au 14 juin 1916.
Afin de disperser les ressources britanniques qui commencent à s'accumuler dans la Somme, le XIIIe (Royal Württemberg) corps d'armée et la 117e division d'infanterie attaquent les positions dominantes défendues par le corps d'armée canadien. Les forces allemandes capturent initialement les hauteurs du mont Sorrel et du Tor Top avant de basculer de l'autre côté de la colline et de s'y retrancher. Après plusieurs attaques et contre-attaques, les deux divisions du corps canadien, soutenues par la 20e division légère et les groupes d'artillerie de siège et d'obusiers de la 2e armée reprennent la majorité de leurs anciennes positions.

## Contexte
Situé dans le saillant d'Ypres, 3 km (1,9 mile) à l'est d'Ypres, en Belgique, la bataille du mont Sorrel se déroule le long d'une crête entre Hooge et Zwartelee. La ligne de crête du mont Sorrel de Tor Top (cote 62) et de la cote 61 est surélevée d'environ 30 mètres par rapport à Zillebeke. Cette crête donne des vues sur le saillant d'Ypres et sur les routes de ravitaillement. Cette ligne est la seule partie du front encore aux mains des Alliés.
Dans le nord de la France, les Britanniques et les Français accumulent des ressources en hommes et en matériel en préparation de l'offensive franco-britannique de la Somme. Ce préparatifs sont connus du Commandement suprême de l'armée allemande. La IIe armée allemande, qui tient le secteur nord de la Somme observe les préparatifs d'une attaque de grande envergure depuis la fin du mois de février 1916. Les Allemands ne peuvent pas réagir en contre-attaquant, une grande majorité de leurs ressources sont utilisées sur le front de Verdun. Ils tentent de procéder à des actions locales éloignées de la Somme pour déplacer des ressources britanniques.
Le 28 mai 1916, après de longues tractations entre le ministre canadien Hugues et le général Haig, le lieutenant-général Edwin Alderson à la tête du corps canadien, doit quitter son commandement opérationnel sous la pression du ministre. Il est nommé au poste honorifique d'Inspecteur général des Forces canadiennes en Angleterre. Il est remplacé par le lieutenant-général Julian Byng comme commandant du Corps canadien.

## Bataille

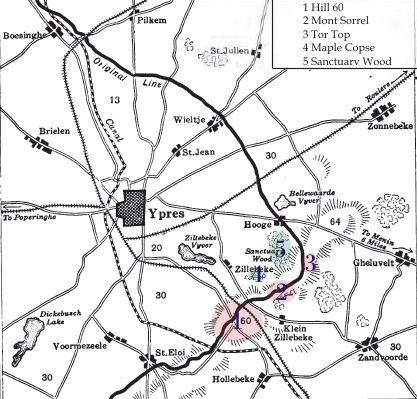
Site de la bataille

### Offensive allemande
Byng inspecte les positions du corps canadien et note que les troupes canadiennes ont certaines positions sous la menace constante des tirs allemands. Il ordonne au commandant de la 3e division canadienne, le major-général Malcolm Mercer (en), de proposer un plan pour occuper les positions allemandes les plus dangereuses pour les lignes canadiennes.
Tandis que les Canadiens commencent les préparatifs pour une attaque, les Allemands sont également en train d'exécuter un plan d'assaut. Le XIIIe (Royal Württemberg) corps, formé des 26e et 27e divisions d'infanterie, passe six semaines à planifier et à préparer une attaque sur le mont Sorrel, la cote 62 (Tor Top) et la cote 61. Leur objectif est de prendre le contrôle de postes d'observation à l'est d'Ypres et de garder autant d'unités britanniques que possible dans la région, afin d'éviter des transferts de troupes dans la Somme. les Allemands construisent des tranchées d'entraînement ressemblant aux positions canadiennes près de la cote 62 pour répéter l'assaut à l'arrière du front.
Les Alliés n'ignorent pas les activités allemandes. À la mi-mai, la reconnaissance aérienne à proximité du mont Sorrel montre que les forces allemandes se préparent à une offensive contre les positions alliées. Les observateurs du Royal Flying Corps indiquent l'existence de travaux ressemblant curieusement aux positions canadiennes loin derrière les lignes allemandes. Ils observent également sur la ligne de front que les Allemands creusent de nouvelles tranchées d'approche. Le corps canadien commence l'élaboration de plans de capture des positions allemandes les plus dangereuses lorsque les Allemands attaquent.
Dans la matinée du 2 juin, l'artillerie du XIIIe corps allemand déclenche un bombardement massif d'obus de gros calibre contre les positions canadiennes. Les neuf dixièmes du bataillon de reconnaissance canadien sont victimes du bombardement. Le commandant de la 3e division canadienne, le major-général Malcolm Mercer et le commandant de la 8e brigade, le brigadier-général Arthur Victor Seymour Williams effectuent une inspection du front, quand le bombardement commence. Mercer est blessé trois fois avant de mourir, Williams est blessé à la tête et au visage et fait prisonnier.
À 13h00, les pionniers allemands font exploser une série de quatre mines à proximité des tranchées de première ligne canadiennes avant l'attaque de six bataillons allemands. Cinq autres bataillons sont en soutien en seconde ligne, un sixième bataillon est conservé en réserve. Quand les troupes allemandes attaquent les positions tenues par la 8e brigade canadienne, la résistance des troupes canadiennes est faible. Pendant plusieurs heures critiques, la 3e division canadienne et la 8e brigade se trouvent sans chef et ne peuvent produire d'actions défensives coordonnées. Le Brigadier-général Edward Spencer Hoare Nairne, commandant de l'artillerie divisionnaire Lahore prend finalement la direction de la 3e division canadienne. Cependant, les forces allemandes progressent encore et capturent le mont Sorrel et la colline 61. Après avoir progressé de 1 200 mètres, le XIIIe corps organise défensivement les positions capturées. La route vers Ypres est désormais ouverte et sans défense mais aucun officier allemand prend l'initiative de progresser plus que les instructions initiales et de capitaliser le succès rencontré par les forces allemandes.

### Échec de la contre-attaque
Le lieutenant-général Byng réunit à la hâte des troupes pour lancer une contre-attaque à l'aube du 3 juin. La 3e division canadienne a subi de lourdes pertes, elle est renforcée par deux brigades de la 1re division canadienne. La contre-attaque est prévue débuter à 2h00 le 3 juin 1916. Cependant, les unités impliquées dans la contre-attaque ne peuvent être correctement positionnée dans le délai imparti. Ce retard ainsi que les difficultés de communication, l'omniprésence du feu allemand entraîne un report de la contre-attaque à 7h00. Le signal de déclenchement de la contre-attaque est un lancement simultané de six fusées vertes. Cependant, quelques fusées ont des ratés et n'éclatent pas. La contre-attaque des différents bataillons n'est pas simultanée, chaque unité progresse de façon indépendante. Les quatre bataillons attaquent et subissent de lourdes pertes au fur et à mesure qu'ils avancent en terrain découvert, en plein jour. La contre-attaque ne permet pas de reprendre l'intégralité du terrain perdu. Elle permet de colmater 550 mètres de tranchée (600 yards) et de faire progresser le front canadien d'environ 910 mètres (1 000 yards) à partir des positions sur lesquelles les troupes canadiennes se sont repliées après l'attaque allemande.

### Renforts britanniques et2eattaqueallemande
Le général Douglas Haig, le commandant du Corps expéditionnaire britannique et le général Herbert Plumer commandant de la 2e armée britannique estiment tous deux qu'il est nécessaire d'expulser les Allemands des positions nouvellement capturées. Cependant, la future bataille de la Somme concentrant la plus grande partie de l'effort de guerre britannique, Haig limite les renforts à une brigade de la 20e division légère et à plusieurs unités d'artillerie supplémentaires. Il recommande de ne pas négliger l'artillerie lors de la prochaine contre-attaque.
Les unités d'artillerie supplémentaires entament immédiatement la lutte contre les Allemands. Elles perturbent les travaux défensifs des troupes allemandes sur les tranchées conquises, elles bombardent les voies d'approvisionnement et cherchent à contrebattre les batteries allemandes. Les Allemands poursuivent leurs actions offensives en faisant exploser quatre grandes mines dans les tranchées de la 2e division canadienne qui couvre l'éperon à la périphérie est des ruines de Hooge. Une compagnie du 28e (North West) bataillon canadien est anéantie par les explosions. Les Canadiens réussissent à maintenir leur position et empêchent les Allemands d'atteindre les lignes de soutien canadiennes. Byng décide d'abandonner les tranchées Hooge aux mains des Allemands et de se concentrer sur la reprise du mont Sorrel et Tor Top (colline 62). Pour dissuader les Allemands d'attaquer davantage le flanc gauche du corps canadien, la 2e brigade de cavalerie maintenant démontée est en soutien des troupes canadiennes.

### Retour aux positions initiales
Le général Byng ordonne au major-général Arthur Currie commandant de la 1re division canadienne d'organiser une attaque prudente contre les positions allemandes du mont Sorrel et de la colline 62 (Tor Top). En raison des pertes subies lors de la contre-attaque infructueuse du 3 juin, Currie regroupe ses bataillons en deux brigades mixtes. Quatre bombardements intenses de 30 minutes chacun sont réalisées entre le 9 et le 12 juin pour tromper les Allemands qui s'attendent alors à des attaques immédiates. Pendant dix heures le 12 juin, les positions allemandes entre la colline 60 et la forêt du Sanctuaire sont bombardées sans interruption. Les flancs du corps canadiens sont particulièrement bombardés pour éviter les tirs d'enfilade de mitrailleuses. Le lendemain matin, les Allemands subissent un bombardement supplémentaire d'artillerie lourde de 45 minutes. Les troupes d'assaut avancent derrière un écran de fumée. Les Allemands sont pris au dépourvu vu la faible résistance qu'ils opposent. Les Canadiens capturent 200 soldats allemands. À l'exception des tranchées de Hooge, les Allemands se replient sur leurs lignes initiales. En une heure l'assaut est terminé. Le 14 juin, les Allemands lancent deux contre-attaques infructueuses, ils avancent leur première ligne à moins de 150 mètres de la première ligne canadienne mais ne font pas de nouvelles attaques.

## Conséquence
Le corps canadien reste dans le saillant d'Ypres maintenant ses positions et se montrant agressif envers les troupes allemandes jusqu'au début de septembre où il est transféré dans la Somme. À la suite de la bataille et à la mort du major-général Mercer, le commandant du corps canadien Julian Byng est contraint d'aborder la question politiquement sensible de nommer un nouveau commandant pour la 3e division canadienne. Le ministre canadien de la Milice et de la Défense Sam Hughes télégraphie à Byng et insiste pour que son fils, le commandant de la 1re brigade le brigadier-général Garnet Hughes, se voit confier le commandement de la 3e division canadienne. Byng décide, malgré la fureur du ministre Byng, de nommer brigadier-général Louis Lipsett commandant de la 2e brigade canadienne à la tête de la 3e division. Le ministre proteste et se confronte à Byng en août 1916, cependant Byng ne fléchit pas et insiste sur le fait qu'« il n'avait rien contre Garnet Hughes, il y avait tout simplement un meilleur homme pour le poste ». Le changement de commandement à la tête du corps canadien entre le lieutenant-général Edwin Alderson et Julian Byng est l'occasion pour apporter des modifications supplémentaires. Au grand dam du ministre Hughes et au grand plaisir des troupes canadiennes, le fusil canadien Ross peu fiable dans les conditions de guerre de tranchées commence à être remplacé par le fusil britannique Lee-Enfield, de même la mitrailleuse Colt est remplacée par des mitrailleuses Vickers et Lewis.